# Prom.ua
Prom.ua — український маркетплейс, проєкт IT-компанії EVO. На його платформі продавці самостійно створюють інтернет-магазини і розміщують свої товари в загальному каталозі. Для покупців на Промі зібрано більше 100 мільйонів товарів.
У серпні 2019 року Prom.ua був одним із десяти найбільш відвідуваних сайтів сегменту мережі Інтернет українською мовою за даними Kantar TNS CMeter.

## Детальніше
В 2018 році українці витратили на маркетплейсі 8,6 млрд грн — і ще 10,5 млрд грн на сайтах компаній, створених на базі Prom.ua. Щодня торговельний майданчик відвідує близько 2 млн користувачів. У ТОП-10 популярних категорій входять одяг, взуття, аксесуари, товари для дому та саду, краси та здоров'я, а також техніка й електроніка.
Щомісяця на маркетплейсі покупці оформлюють у середньому 1,5 млн замовлень на суму близько 1,3 млрд грн.

## Історія
Prom.ua заснували в 2008 році Микола Палієнко, Денис Горовий і Тарас Мурашко. У тому ж році були запущені аналогічні торговельні майданчики в Білорусі (Deal.by), Казахстані (Satu.kz) та в Росії (Tiu.ru, що було закрито 3 березня 2022 року).
У 2009 році проект отримав інвестиції від найбільшого світового інтернет-холдингу групи компаній Naspers.
У травні 2016 року в результаті реорганізації Prom.ua увійшов до компанії EVO [Архівовано 24 лютого 2018 у Wayback Machine.].